# Haworthia springbokvlakensis
Haworthia springbokvlakensis ist eine Pflanzenart der Gattung Haworthia in der Unterfamilie der Affodillgewächse (Asphodeloideae). Das Artepitheton springbokvlakensis verweist auf das Vorkommen der Art bei Springbokvlake in Südafrika.

## Beschreibung
Haworthia springbokvlakensis wächst stammlos und einzeln. Die acht bis zwölf festen Laubblätter bilden eine Rosette mit einem Durchmesser von bis zu 10 Zentimetern. Die Blattspreite ist 6 Zentimeter lang und 1,5 Zentimeter breit. Sie ist stark gerundet und gestutzt. Die Blattoberfläche ist glatt. Auf der durchscheinenden Endfläche befinden sich mehrere kurze Längslinien.
Der Blütenstand erreicht eine Länge von 20 bis 25 Zentimeter. Die weißen Blüten weisen eine bräunliche Nervatur auf.

## Systematik und Verbreitung
Haworthia springbokvlakensis ist in der südafrikanischen Provinz Ostkap im Osten der Kleinen Karoo verbreitet.
Die Erstbeschreibung durch Charles Leslie Scott wurde 1970 veröffentlicht. Ein nomenklatorisches Synonym ist Haworthia retusa var. springbokvlakensis (C.L.Scott) Halda (1997).

## Nachweise